# Särkijärvi (sjö i Finland, Mellersta Finland, lat 61,88, long 25,21)
Särkijärvi är en sjö i Finland. Den ligger i kommunen Jämsä i landskapet Mellersta Finland, i den södra delen av landet, 190 km norr om huvudstaden Helsingfors. Särkijärvi ligger 104 meter över havet. Arean är 5,2 hektar och strandlinjen är 1,25 kilometer lång. Sjön  ingår i Kymmene älvs huvudavrinningsområde.   I omgivningarna runt Särkijärvi växer i huvudsak blandskog.